# 漸衰鱷屬
漸衰鱷屬（屬名：Phthinosuchus）是種生存於晚二疊紀俄羅斯的獸孔目動物。漸衰鱷是漸衰鱷科的唯一屬，但漸衰龍（Pthinosaurus）可能是牠們的近親。漸衰鱷是最早的原始獸孔目之一，而牠的祖先來自於較早期的二疊紀，很早從獸孔目演化支獨立出來。
漸衰鱷的頭顱骨長20公分，身長估計可達1.5公尺。漸衰鱷外表相當類似楔齒龍科，例如：楔齒龍、異齒龍。牠們的顳顬孔較楔齒龍科動物的大。如同其他早期獸孔目，漸衰鱷可能有多鱗的皮膚，四肢呈躺臥姿勢，是肉食性合弓動物。